# Аплохейлус Блока
Аплохейлус Блока (Aplocheilus blockii) або зелений панхакс — тропічний вид коропозубоподібних риб з родини аплохейлових (Aplocheilidae).
Отримав назву на честь капітана Блока (нім. Block) з Гамбурга. Зустрічається написання назви виду з орфографічною помилкою — Aplocheilus blochii.
Цю рибу тримають в домашніх акваріумах, а ще вона цінна тим, що харчується личинками комарів і приносить користь у боротьбі з цими комахами.

## Опис
Це один із найменших і найкрасивіших аплохейлусів. Максимальний розмір цих риб — 6,0 см загальної довжини, звичайний — 3,5 см.
Форма типова для представників роду. Тіло видовжене, струнке, щукоподібне, трохи сплощене згори, округле в перетині в передній частині й сильно стиснуте з боків у задній. Голова зверху плоска, морда довга й загострена. Очі великі, їхній діаметр приблизно в 3,5 рази менший за довжину голови. Рот верхній, дуже широкий, нижня щелепа виступає вперед, зуби ворсинчасті, розташовані смугами на щелепах.
Спинний плавець посунутий до хвоста, видовжений, має 6-9 променів. В анальному плавці 14-16 променів. Хвостовий плавець округлий. У грудних плавцях по 14 променів, в черевних — по 6. Луски досить великі, 26-29 у поздовжньому ряді й 7 рядів у поперечному напрямку.
Основне забарвлення самця жовтувато-зелене до оливково-зеленого з металевим лиском. Тіло прикрашене рядами численних дрібних золотаво-жовтих цяток, що світяться, а в деяких популяцій ще й червоних крапочок між ними. Черево світліше, вилискує синьо-зеленим кольором. Перлинно-біла цятка розташована на потилиці, ірис ока золотавий, на зябрових кришках по яскравій зеленій плямі. Спинний, анальний та хвостовий плавці лимонно-жовтого кольору з червоно-коричневими крапочками та рисочками. Анальний плавець має яскраву жовтогарячу облямівку. На основі спинного плавця темна пляма. Черевні плавці жовтогарячі, грудні безбарвні.
Самка схожа на самця, але забарвлена простіше й загалом блідіша. Червоні крапочки в її забарвленні відсутні, а чорна пляма в основі спинного плавця більш виразна. Вздовж тіла проходить темна поздовжня смуга, присутні також поперечні смуги, найбільш помітні на хвостовому стеблі. Крім того, самці більші за самок. Кінці спинного та анального плавців у них видовжені й загострені, тоді як у самок вони округлі.

## Поширення
Поширений у прісних та солонуватих водоймах Південної Азії, переважно на приморських рівнинах, розташованих уздовж західного та Коромандельського узбережжя, від пакистанської провінції Сінд до Шрі-Ланки та Ченнаї. В Індії був зафіксований в штатах Гуджарат (район Кач), Гоа, Карнатака, Керала, Тамілнад.
Ендемік Індійського субконтиненту. Зустрічається дуже часто й у великій кількості. Ареал  протягом 1911—1996 рр. не зазнав змін. Стан збереження аплохейлуса Блока оцінюється як такий, що викликає найменше занепокоєння. До місцевих загроз існуванню виду належать видобуток піску, забруднення, забір води, відкладення осаду та вилов для торгівлі акваріумними рибами.

## Спосіб життя
Бентопелагічний вид риб. Поширений у прісних та солонуватих водоймах. Мешкає серед густої рослинності на спокійних ділянках річок, а також у стоячих водоймах, в тому числі й штучних. Зустрічається там, де є щільна поверхнева рослинність, наприклад на мангрових болотах та рисових полях. Температура води 22-26 °C.
Тримається під поверхнею води. Плаває повільно або стоїть нерухомо, часто риби збираються невеликими групами.
Представники роду Aplocheilus є поверхневими хижаками, які полюють водних і наземних безхребетних. Живляться комахами, їхніми личинками та мальками риб.
Аплохейлус Блока не належить до числа однорічних коропозубих. Повідомляється, що період розмноження виду припадає на січень і лютий.

## Утримання в акваріумі
Аплохейлус Блока належить до числа старих європейських акваріумних риб, в США вид менш популярний. Хоча на перший погляд ці рибки непоказні, в невеликому видовому акваріумі з боковим освітленням вони виглядають доволі привабливо.
Мирна, але трохи тендітна поверхнева риба. Відповідно до її невеличкого розміру, ідеально підходить для утримання в так званих наноакваріумах. Найкраще тримати аплохейлусів Блока зграйкою з 6-10 штук в окремому видовому акваріумі. Освітлення м'яке. Рекомендується трохи пом'якшити воду, температура 22–28 °C. Акваріум тісно накривають склом, щоб рибки не вистрибнули з нього.
Хоча в акваріумі аплохейлуси Блока звикають до сухих продуктів, дуже важливо годувати їх живим кормом. Це можуть бути артемії, дрібні дафнії, мотиль, трубковик, а особливо комахи, що літають.
Легко розводяться в неволі. Проводити нерест найкраще в тому самому акваріумі, де тримають риб. Для розведення потрібна м'яка вода, яку фільтрують через торф. Температура 23-28 °C. Нерестяться на рослини біля поверхні води. Як субстрат використовують тонколисті рослини, нитчасті водорості, коріння рослин, що плавають на поверхні, або жмуток штучного волокна. Нерест триває 1-3 тижні. Самець виконує навколо самки своєрідний танок залицяння. Вид не дуже продуктивний.
Батьки не їдять свою ікру, але мальків їдять. Рекомендується періодично переносити ікру разом із рослинами-субстратом в спеціальну ванночку-інкубатор, а в акваріум з батьками додати новий субстрат, щоб вони продовжували нерест. Інкубаційний період триває 10-14 днів. Мальки, що тільки-но вилупились, потребують найдрібнішого живого корму, такого як інфузорії. Коли вони трохи підростуть, переходять на наупліуси артемій, мікрочерв'ячки тощо. Вирощування мальків цього виду не завжди таке просте, як у більших видів аплохейлусів.